# Каролина Ербанова
Каролина Ербанова (Врхлаби, 27. октобар 1992) је чешка брза клизачица. 
Са Светских јуниорских првенстава има шест златних, две сребрне и три бронзане.
На Олимпијским играма први пут је учествовала у Ванкуверу 2010. где је била дванаеста на 1000 м, двадесет трећа на 500 м и двадесет пета на 1500 м.
На Олимпијским играма у Сочију 2014. заузела је десето место на 500 м и 1000 м, а на 1500 м тринаеста.
На Светском првенству 2015. освојила је бронзану медаљу на 1000м. До бронзе је стигла на Светском првенству у спринту исте године, а Европска првакиња у спринту постала је 2018.
На Олимпијским играма у Пјонгчангу 2018. освојила је бронзану медаљу на 500м.